# Лудовинги
Лудовингите (на немски: Ludowinger) са средновековна владетелска династия на Тюрингия и Хесен.
Владенията им са разположени между Майн и Майнц. Основател на рода е Лудвиг Брадати (Ludovicus cum barba; † 13 юни 1080). Той получава през 1040 г. земи северно от Тюрингскта гора и построява замъка Шауенбург при Фридрихрода. Неговите синове, графовете Лудвиг Скачащия (граф на Шауенбург) и Берингер от Зангерхаузен, основават през 1080 г. в земите си бенедиктинския манастир Шьонрайн на Майн. През 1131 г. Лудвиг I е назначен за ландграф от император Лотар III. Така Тюрингия отпада от Племенното херцогство Саксония.
Лудвиг IV е ландграф на Тюрингия и пфалцграф на Саксония (1217 – 1227) се жени 1221 г. за Елисавета Унгарска (1207 – 1231; по-късно католическата Света Елисавета, дъщеря на Андраш II (крал на Унгария 1205 – 1235).
Хайнрих Распе IV († 16 февруари 1247) е ландграф на Тюрингия от 1227 г. и 1246/1247 г. анти-крал на Германия към император Фридрих II и неговият син Конрад IV. Понеже няма мъжки наследник той определя през 1243 г. за свой наследник на Ландграфство Тюрингия своя племенник Хайнрих, маркграфът на Майсен от Ветините. Със смъртта на Хайнрих Распе IV през 1247 г. династията изчезва.

## Управляващи графове и ландграфове на Тюрингия (1131 – 1247)
- 1031 – 1056 Лудвиг Брадати († 13.6.1080), граф на Шауенбург, Тюрингия; ∞ за Цецилия, графиня на Зангерхаузен, от която има пет деца:

1. Лудвиг Скачащия († 6/8.5.1123), граф на Шауенбург, Тюрингия;
2. Берингер († ок. 1110), граф на Зангерхаузен, ∞ за Бертрада († 1145), дъщеря на Конрад фон Ветин;
3. Хилдегарда, ∞ 1. за граф Попо I фон Хенеберг († 1078); ∞ 2. за Тимо фон Нордек;
4. Ута, ∞ за граф Дитрих фон Линденбах;
5. Аделхейд, ∞ граф Лудвиг фон Випра.[1]

- 1056 – 1123 Лудвиг Скачащия († 1123), граф на Шауенбург, Тюрингия; ∞ 1088 за Аделхайд (ок. 1060 – 1110), дъщеря на граф Лотар Удо II фон Стаде, маркграф на Северната марка, от която има седем деца:

1. Аделхайд (1089 – 1146), ∞ за Улрих II фон Ваймар († 1112);
2. Херман († 1114);
3. Лудвиг I († 12.1.1140), 1-ви ландграф на Тюрингия от 1131;
4. Удо I († 1148), епископ на Наумбург от 1125;
5. Хайнрих Распе I († 1130), ∞ 1122 за графиня Хедвига фон Магинфред;
6. Кунигунда († 1118), ∞ за граф Вихман фон Саксен;
7. Цецилия († 1141), ∞ за граф Герлах I фон Велденц.[1]

- 1123 – 1140 Лудвиг I († 1140), 1-ви ландграф на Тюрингия от 1131 г.; ∞ за Хедвига (1098 – 1148), дъщеря на граф Гизо IV фон Гуденсберг, от която има седем деца:

1. Лудвиг II Железни (1128 – 14.10.1172), 2-ри ландграф на Тюрингия;
2. Хайнрих Распе II (1130 – 1155/57), граф на Гуденсберг;
3. Лудвиг († 1189), граф на Тамсбрюк;
4. Цецилия, ∞ за княз Олдржих Моравски (1134 – 1177);
5. Юдит, ∞ 1153 за краля на Бохемия Владислав II;
6. Аделхайд († сл. 1140), абатиса в Айзенах;
7. Матилда, ∞ за Дитриф фон Баленщат, граф Вербен († 1183).[1]

- 1140 – 1172 Лудвиг II Железни (1128 – 1172), 2-ри ландграф на Тюрингия, ∞ за Юта (1135 – 1191), дъщеря на Фридрих II Едноокия, херцог на Швабия, от която има пет деца:

1. Лудвиг III Набожни (1151/52 – 16.10.1190), 3-ти ландграф на Тюрингия;
2. Фридрих (1153 – 1229), граф на Цигенхайм от 1186, ∞ 1186 за Луитгарда († сл. 1207), дъщеря на граф Гоцмар III фон Цигенхайм;
3. Херман I (1154/55 – 25.4.1217), 4-ти ландграф на Тюрингия;
4. Хайнрих Распе III (1155 – 1180), граф на Гуденсберг;
5. Юдит, ∞ за граф Херман II фон Равенсберг († сл. 1218).[1]

- 1172 – 1190 Лудвиг III Набожни (1151/52 – 1190), 3-ти ландграф на Тюрингия, ∞ 1. (1172) за Маргарета († сл. 1186), дъщеря на граф Дитрих II/IV фон Клеве; ∞ 2. (1184, изгонена 1187) за София (1141 – 1198), дъщеря на новгородския княз Владимир Всеволодович. Има една дъщеря от първата си съпруга:

1. Юдит († сл. 1208), ∞ ок. 1190 за граф Дитрих фон Гройч.[1]

- 1190 – 1217 Херман I (1154/55 – 1217), 4-ти ландграф на Тюрингия, пфалцграф на Саксония от 1181, ∞ 1. (1182) за София († 1189/90), дъщеря на пфалцграф Фридрих II фон Зомершенбург, от която има две дъщери; ∞ 2. (1196) за София Баварска (1170 – 1238), дъщеря на баварския херцог Ото I, от която има шест деца:

1. Юта (1) (1184 – 1235), ∞ 1. (1194) за маркграф Дитрих фон Майсен (1162 – 1221); ∞ 2. (1223) за граф Попо XII фон Ханеберг († 1245);
2. Хедвига (1) († 1247), ∞ 1211 за граф Албрехт II фон Ваймар-Орламюнде († 1245);
3. Ирмгарда (2) (ок. 1197 – ок. 1244), ∞ 1211 за княз Хайнрих I фон Анхалт (ок. 1170 – 1252);
4. Херман (2) (до 1200 – 1216);
5. Лудвиг IV Свети (2) (28.10.1200 – 11.9.1227), 5-ти ландграф на Тюрингия;
6. Хайнрих Распе IV (2) (ок. 1202 – 16.2.1247), 7-ми ландграф на Тюрингия, германски антикрал от 1246;
7. Конрад (2) (ок. 1204 – 1241), велик магистър на Тевтонския орден от 1239;
8. Агнес (2) (ок. 1206 – до 1247), ∞ 1. (1225) за принц Хайнрих Австрийски (1208 – 1228); ∞ 2. за саксонския херцог Албрехт I (ок. 1175 – 1261).[1]

- 1217 – 1227 Лудвиг IV Свети (1200 – 1227), 5-ти ландграф на Тюрингия, ∞ 1221 за Света Елисавета (1207 – 1231), дъщеря на унгарския крал Андраш II, от която има три деца:

1. Херман II (28.3.1222 – 2.1.1241), 6-ти ландграф на Тюрингия;
2. София (1224 – 1275), ∞ 1240 за херцог Хайнрих II фон Брабант (ок. 1207 – 1240);
3. Гертруда (1227 – 1297), абатиса в Алтенберг.[1]

- 1227 – 1241 Херман II (1222 – 1241), 6-ти ландграф на Тюрингия, ∞ 1239 за Хелена (1231 – 1273), дъщеря на херцог Ото I фон Брауншвайг, от която няма наследници.[1]
- 1241 – 1247 Хайнрих Распе IV (ок. 1202 – 1247), 7-ми ландграф на Тюрингия, германски антикрал от 1246, ∞ за Елизабет (1206 – 1231), дъщеря на херцог Албрехт II фон Бранденбург; ∞ 2. (1238) за Гертруда († до 1241), дъщеря на австрийския херцог Леополд VI Бабенберг; ∞ 3. (1241) за Беатрикс (ок. 1225 – 1288), дъщеря на брабантския херцог Хайнрих II. И от трите си съпруги Хайнрих Распе IV няма потомци.[1]